# Christian Eichinger
Christian Eichinger (* 13. Juli 1976 in Salzburg) ist ein österreichischer Politiker der Kommunistischen Partei Österreichs (KPÖ). Seit dem 14. Juni 2023 ist er Abgeordneter im Salzburger Landtag.

## Leben
Christian Eichinger besuchte nach der Volksschule im Salzburger Stadtteil Leopoldskroner Moos die Hauptschule in Wals-Viehhausen. In Anschluss besuchte er bis 1995 die Handelsakademie II in Salzburg, die er mit Matura abschloss. Von 1995 bis 2001 studierte er Wirtschaftsinformatik an der Universität Linz, welches er mit dem Magister abschloss. Nach 4 Jahren als Forschungsassistent bzw. technischer Projektleiter bei der Salzburg Research Forschungsgesellschaft wechselte bis 2011 als stellvertretender Institutsvorstand an das Institut für Wirtschaftsinformatik der Universität Linz. Es folgten verschiedene Dienstverhältnisse als Programmierer und Datenarchitekt.
Eichinger ist seit 2022 Mitglied des Landesparteivorstandes der KPÖ Salzburg, wurde 2023 Vorsitzender des Gewerkschaftlichen Linksblocks Salzburg und ist seit 2023 Landtagsabgeordneter für "KPÖ plus".
Bei der Landtagswahl 2023 in Salzburg erlangte im Wahlbezirk Salzburg-Stadt ein Grundmandat und zog damit am 14. Juni 2023 in den neugewählten Landtag ein. Er wurde in verschiedene Ausschüsse gewählt und ist Vorsitzender des Petitionsausschusses des Parlaments.

## Privates
Christian Eichinger hat zwei Kinder und lebt mit seiner Partnerin in der Stadt Salzburg.